# 贝尔贝罗
贝尔贝罗（法語：Belberaud，亦作，法語發音：[bɛlbeʁo]）是法国上加龙省的一个市镇，属于图卢兹区。

## 地理
贝尔贝罗（43°30'28"N, 1°34'10"E）面积7.47 平方千米，位于法国奧克西塔尼大區上加龙省，该省份为法国西南部内陆省份，西南端与西班牙接壤，自此顺时针与上比利牛斯省、热尔省、塔恩-加龙省、塔恩省、奥德省和阿列日省接壤。
与贝尔贝罗接壤的市镇（或旧市镇、城区）包括：埃斯卡尔康斯、代姆、富尔克沃、蒙洛尔、奥达尔、蓬佩尔蒂扎。
贝尔贝罗的时区为UTC+01:00、UTC+02:00（夏令时）。

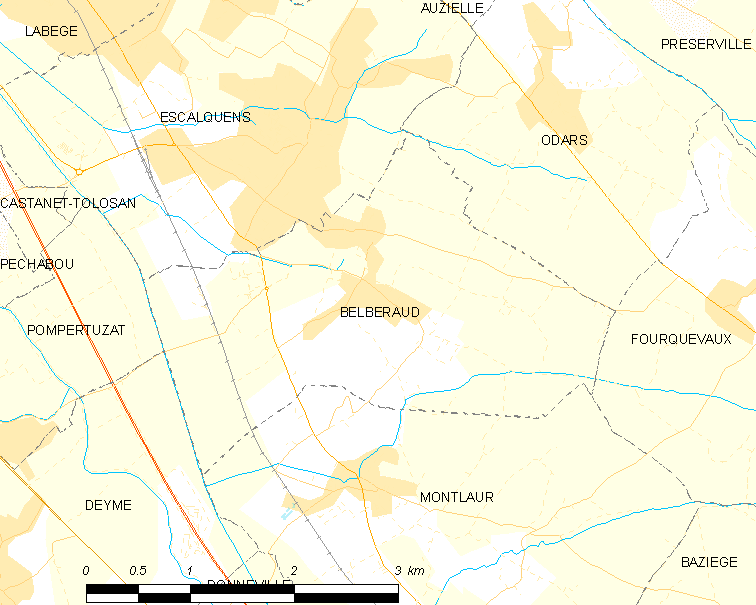
贝尔贝罗的OSM定位图

## 行政
贝尔贝罗的邮政编码为31450，INSEE市镇编码为31057。

## 政治
贝尔贝罗所属的省级选区为埃斯卡尔康斯县。

## 人口

1962-2008年间贝尔贝罗人口变化图示

贝尔贝罗于2022年1月1日时的人口数量为1528人。